# QX Gaygalan 2010
QX Gaygalan 2010 var den 12:e QX Gaygalan och hölls på Cirkus i Stockholm den 1 februari 2010 med Petra Mede som konferencier.
Priset "Årets Homo" delades ut av Fredrik Reinfeldt och gick till sångerskan Mariette Hansson.

## Vinnare
| Årets homo/bi/trans                                 | Årets hetero                   |
| --------------------------------------------------- | ------------------------------ |
| - Mariette Hansson                                  | - Noomi Rapace                 |
| QX Hederspris                                       |                                |
| - Cherin & Mohammed från dokumentären Sämre än djur |                                |
| Årets keep up the good work                         | Årets bok:                     |
| - Regnbågsprojektet på mödravården Mama Mia         | - Mats Strandberg – Halva liv  |
| Årets drag                                          | Årets gayställe                |
| - Rolf Lassgård - Edna Turnblad i Hairspray         | - Zipper, Stockholm            |
| Årets svenska låt                                   | Årets utländska låt            |
| - Snälla, snälla - Caroline af Ugglas               | - Bad Romance - Lady Gaga      |
| Årets artist                                        | Årets tv-stjärna               |
| - Agnes Carlsson                                    | - Petra Mede                   |
| Årets film                                          | Årets tv-program               |
| - Män som hatar kvinnor                             | - Svenska Hollywoodfruar       |
| Årets scen                                          | Årets duo                      |
| - No tears for queers                               | - Christer Lindarw & Babsan    |
| Årets vi-älskar-dig                                 | Årets Göteborgspris            |
| - Maria Montazami                                   | - Gretas, Göteborg (nattklubb) |
| Årets Öresundspris                                  | Årets radiostjärna             |
| - Wonk, Malmö (nattklubb)                           | - Lotta Bromé                  |